# Uppvidinge tingslag
Uppvidinge tingslag var ett tingslag i Kronobergs län i Östra Värends domsaga. Tingsplats var Lenhovda.
Tingslaget bildades 1680 och omfattade Uppvidinge härad. Tingslaget uppgick 1 januari 1948 i Östra Värends tingslag. 